# CPLAY
CPLAY ist eine deutsche E-Sport-Organisation. Seit der Gründung im Jahr 2007 erlangte der Hamburger Verein vor allem in den Computerspielen Counter-Strike, Call of Duty, League of Legends, ShootMania und World of Tanks internationale Bekanntheit.
Im Oktober 2016 entschied sich das Management für das Pausieren der Aktivitäten des Vereins.
Nach einer zweijährigen Pause stellt CPLAY aktuell Teams in den Spielen Counter-Strike: Global Offensive, FIFA und PlayerUnknown’s Battlegrounds.

## Geschichte
CPLAY wurde 2007 unter dem Namen Coreplay gegründet. Innerhalb der deutschen E-Sport-Szene gelang es den Hamburgern früh, durch starke Leistungen in den Spielen Counter-Strike und Call of Duty für Aufsehen zu sorgen. Ab 2010 waren die Hanseaten regelmäßiger Teilnehmer in der ESL Pro Series.
Konsequentes Scouting von Talenten katapultierte CPLAY 2012 auf die internationale Bühne in Counter-Strike: Global Offensive. Damals unter anderem im Team: Andreas „Xyp9x“ Højsleth. Nach einem herausragenden Auftritt auf dem NorthCon Gaming-Festival, etablierte sich CPLAY als ernstzunehmender Newcomer „The Borussia Dortmund of the European CS:GO scene“. Nach dem Wechsel von Xyp9x zu fnatic, formierte sich das CS:GO-Team neu. 2015 gelang mit dem Gewinn der ESL Major League und dem Hitbox Arena Invitational der erneute Sprung in die europäische Spitze. Nach weiteren Top-Platzierungen in den Fragbite Masters und der CEVO, wechselten die neuentdeckten Leistungsträger Danny „Berry“ Krüger zu SK Gaming und Lukas „gla1ve“ Rossander zu Copenhagen Wolves. Die Ära Counter-Strike sollte hier vorerst enden.
National sorgte CPLAY seit 2012 vor allem in League of Legends für Schlagzeilen. 2013 wurde das Team mit Maurice „Amazing“ Stückenscheider deutscher Vizemeister und gewann das Dr. Pepper Allstar Tournament auf der Gamescom.
2014 gelang CPLAY als einziges deutsches Team die Teilnahme an den Europameisterschaften (WGL Europe Finals) im Taktik-Shooter World of Tanks. Die Sympathieträger um Dominik „Ruster“ Waffler und Matthias „Hacki“ Hackenberg beendeten das Turnier mit einem souveränen dritten Platz.
Seit 2007 versucht CPLAY den E-Sport abseits der populären Bühnen zu stärken. Im alternativen Shooter der Ubisoft-Tochter Nadeo gehörte das Line-up um den Belgier Dimmy „Dreammyw0w“ Snels nicht nur zur kompetitiven Weltspitze, CPLAY entwickelte zusammen mit dem Publisher eine eigene Turnierplattform. Gemeinsam mit den besten Kommentatoren Europas erhöhte die CPLAY Premier Series: ShootMania die internationale Reichweite des Spiels um ein Vielfaches.

## Aktive Spieler

### Counter-Strike Global Offensive
- Stefan „shift11“ J.
- Marcel „wipseN“ W.
- Rainer „Gosslinger“ K.
- Matthias „aCiD68“ B.
- Moritz „Mo“ W.
- Philipp „Rock“ K. (Ersatz)

## Wichtige Spieler

### Counter-Strike Global Offensive
Ehemalige Spieler (Auswahl)
- Lukas „gla1ve“ Rossander
- Nikolaj „holzt“ Holst
- Andreas „Xyp9x“ Højsleth
- Danny „BERRY“ Krüger
- Pascal „nky“ Maass
- Tugay „TuGuX“ Keskin
- Phil „Whindanski“ Nicholas

### League of Legends
Ehemalige Spieler (Auswahl)
- Niklas „Intox“ Lips
- Kevin „LordKevko“ Zuber
- Frederik „Shantao“ Krojniak
- Damian „D-man“ Dörfling
- Jakub „Koi“ Nowicki
- Maurice „Amazing“ Stückenschneider

### ShootMania
Ehemalige Spieler (Auswahl)
- Dimmy „Dreammyw0w“ Snels
- Ludovic „Ludo“ Bec
- Aldrin „Narwak“ Delmas
- Timo „Thy“ Kruger

### Hearthstone
Ehemalige Spieler (Auswahl)
- Sebastian „Sheepshooter“ Koch
- Robin „RobinWho“ Sachsenhausen
- Marco „Seeker“ Rothaupt
- Maximilian „MaxCapone“ Bracht

### World of Tanks
Ehemalige Spieler (Auswahl)
- Dominik „Ruster“ Waffler
- Matthias „Hacki“ Hackenberg
- Pascal „Dr_Tuer“ Griebsch
- Kevin „TheDeadZone“ van Huit
- Malte „DerZernichter“ Schubert
- Jordy „Dakillzor“ Versmesse

## Erfolge (Auszug)

### Counter-Strike Global Offensive
- NorthCon eSport Arena 2012: 4. Platz
- ESL Major League I 2015: 1. Platz
- Hitbox Arena Showdown Invitational 2015: 1. Platz
- 99Damage Arena 18 2015: 3. Platz
- CEVO Season 7 - Europe Main 2015: 7. Platz
- Fragbite Masters Season 4 2015: 9. Platz

### League of Legends
- CyberGamer SteelSeries LoL Challenge 2013: 3. Platz
- EPS Germany 2013 Summer: 2. Platz
- EPS Germany 2013 Winter Cup 4: 3. Platz
- EPS Germany 2013 Winter Cup 1: 3. Platz
- Dr. Pepper Allstars Tournament 2013: 1. Platz
- International Invitational Tournament 3 2014: 3. Platz

### Shootmania
- ShootMania Premier Series Season 2 2015: 1. Platz
- ShootMania Premier Series Season 1 2015: 3. Platz
- Gamers Assembly 2015: 7. Platz

### Hearthstone
- TakeTV Hearthstone Invitational 2014
- SeatStory Cup II 2014 - Groupstage
- Fireside-Gathering 2014: 1. & 2. Platz
- eSports Patriots Cup 2014: 1. Platz
- ESL 2on2 Team Cup 2014: 1. Platz
- HyperX Invitational 2014: Round 4

### World of Tanks
- WGL Europe Finals 2014: 3. Platz